# قمرة (النادرة)

تعديل مصدري - تعديل

قمرة محلة تابعة لقرية ليئان، التابعة لعزلة الشرنمه العليا بمديرية النادرة إحدى مديريات محافظة إب في الجمهورية اليمنية، بلغ تعداد سكانها 81 حسب تعداد اليمن لعام 2004.